# アンドレス・シルベーラ
アンドレス・シルベーラ（Néstor Andrés Silvera, 1977年3月14日 - ）は、アルゼンチン・チュブ州コモドーロ・リバダビア出身のサッカー選手。ポジションはフォワード。

## 経歴
2001年、CAインデペンディエンテに移籍した。2002前期リーグを制し、自身は16得点で得点王に輝いた。2003年、メキシコのUANLティグレスに移籍した。2004後期リーグで得点王に輝いた。2006年、母国のCAサン・ロレンソ・デ・アルマグロに移籍し、2007後期リーグを制した。

## タイトル

### クラブ
インデペンディエンテ
- プリメーラ・ディビシオン (アルゼンチン) : 2002-03A
- コパ・スダメリカーナ : 2010

サン・ロレンソ
- プリメーラ・ディビシオン (アルゼンチン) : 2006-07C

### 個人
- プリメーラ・ディビシオン (アルゼンチン) 得点王 : 2002-03A
- プリメーラ・ディビシオン (メキシコ) 得点王 : 2004C